# Vullierens
Vullierens es una comuna suiza del cantón de Vaud, situada en el distrito de Morges. Limita al norte con la comuna de Grancy y Senarclens, al este con Gollion y Aclens, al sureste y suroeste con Echichens, y al oeste con Cottens.
Hasta el 31 de diciembre de 2007 la comuna formó parte del distrito de Morges, círculo de Colombier.

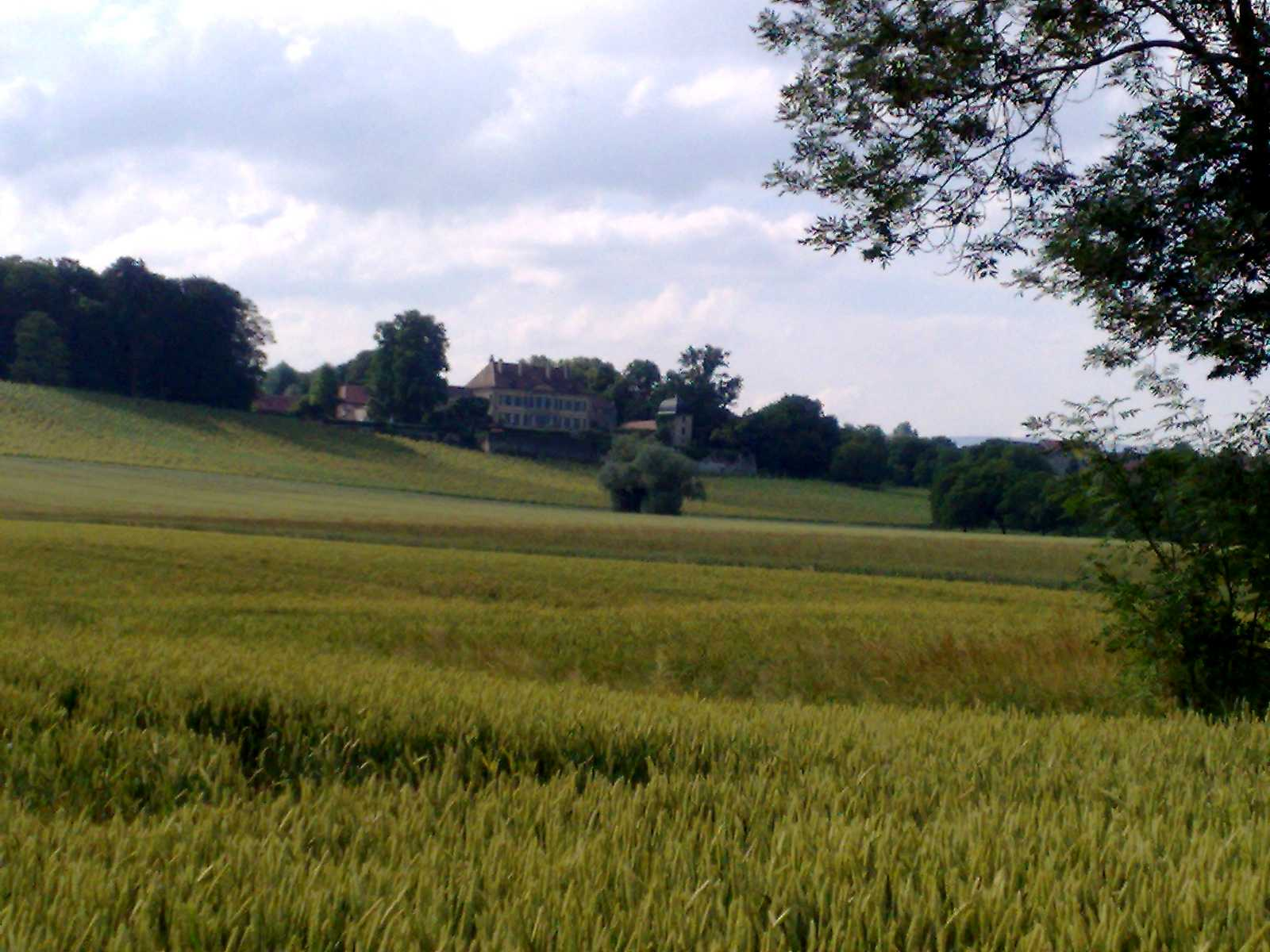
Castillo de Vullierens.